# Episodi di The Good Doctor (prima stagione)
La prima stagione della serie televisiva The Good Doctor, composta da 18 episodi, è stata trasmessa negli Stati Uniti d'America sul canale ABC dal 25 settembre 2017 al 26 marzo 2018.
In Italia la stagione è andata in onda in prima visione assoluta su Rai 1 dal 17 luglio al 12 settembre 2018.
| n° | Titolo originale    | Titolo italiano                  | Prima TV USA      | Prima TV Italia   |
| -- | ------------------- | -------------------------------- | ----------------- | ----------------- |
| 1  | Burnt Food          | Un genio silenzioso              | 25 settembre 2017 | 17 luglio 2018    |
| 2  | Mount Rushmore      | Un lavoro sporco                 | 2 ottobre 2017    | 17 luglio 2018    |
| 3  | Oliver              | Il dono di Oliver                | 9 ottobre 2017    | 17 luglio 2018    |
| 4  | Pipes               | Scelte difficili                 | 16 ottobre 2017   | 24 luglio 2018    |
| 5  | Point Three Percent | Soltanto la verità               | 23 ottobre 2017   | 24 luglio 2018    |
| 6  | Not Fake            | Incidenti di percorso            | 30 ottobre 2017   | 24 luglio 2018    |
| 7  | 22 Steps            | Un altro me                      | 13 novembre 2017  | 31 luglio 2018    |
| 8  | Apple               | La mela verde                    | 20 novembre 2017  | 31 luglio 2018    |
| 9  | Intangibles         | Vita nuova                       | 27 novembre 2017  | 7 agosto 2018     |
| 10 | Sacrifice           | Sacrificio                       | 4 dicembre 2017   | 7 agosto 2018     |
| 11 | Islands Part One    | Un difficile distacco - 1ª parte | 8 gennaio 2018    | 21 agosto 2018    |
| 12 | Islands Part Two    | Un difficile distacco - 2ª parte | 15 gennaio 2018   | 21 agosto 2018    |
| 13 | Seven Reasons       | Sette motivi                     | 22 gennaio 2018   | 28 agosto 2018    |
| 14 | She                 | Nei panni dell'altro             | 5 febbraio 2018   | 28 agosto 2018    |
| 15 | Heartfelt           | L'abito non fa il monaco         | 26 febbraio 2018  | 4 settembre 2018  |
| 16 | Pain                | Sacrificio d'amore               | 12 marzo 2018     | 4 settembre 2018  |
| 17 | Smile               | Il prezzo del sorriso            | 19 marzo 2018     | 12 settembre 2018 |
| 18 | More                | Veri amici                       | 26 marzo 2018     | 12 settembre 2018 |

## Un genio silenzioso
- Titolo originale: Burnt Food
- Diretto da: Seth Gordon
- Scritto da: David Shore

### Trama
Mentre si reca all'ospedale San Jose St. Bonaventure per iniziare la specializzazione in chirurgia, il giovane dottor Shaun Murphy è testimone della caduta accidentale di un cartello in aeroporto, che ferisce un bambino. Un altro medico arriva prima sulla scena e inizia le manovre di rianimazione, esercitando pressione sul collo. Shaun gli fa notare che, essendo il paziente un bambino, sta premendo sulla parte sbagliata del collo. Grazie alla sua straordinaria memoria e capacità di visualizzare il corpo interno, Shaun giunge alla diagnosi di pneumotorace e, ricorrendo a metodi e strumenti improvvisati, alla fine riesce a stabilizzare il ragazzino. In ambulanza, diretta all'ospedale, Shaun si accorge che i parametri vitali del paziente sono cambiati. Il personale ospedaliero è allertato dell'arrivo del bambino. Shaun cerca di informare i medici dei segni vitali del ragazzino e afferma che il piccolo ha bisogno di un eco-cardiogramma. I medici non sono d'accordo e iniziano un intervento chirurgico. Durante l'operazione, qualcosa va storto e la dott.ssa Claire Browne, una specializzanda in chirurgia, ricorda che Shaun ha menzionato un'eco. Grazie all'intuizione di Shaun, la vita del ragazzo viene salvata. Nel frattempo, in una riunione del consiglio di amministrazione, il dottor Aaron Glassman, presidente dell'ospedale, cerca di convincere il consiglio ad assumere Shaun, nonostante questi sia autistico. I flashback restituiscono una chiara visione dell'infanzia di Shaun e la motivazione che lo ha spinto a diventare medico.
- Ascolti USA: 11 220 000 telespettatori[5]
- Ascolti Italia: 5 407 000 telespettatori - share 25,78%[6]

## Un lavoro sporco
- Titolo originale: Mount Rushmore
- Diretto da: Mike Listo
- Scritto da: David Shore

### Trama
Al San Jose St. Bonaventure giunge una donna di mezza età che lamenta alcuni dolori addominali. Dagli accertamenti effettuati, i medici sono indotti a pensare che si tratti di un sarcoma. Il dottor Neil Melendez chiede alla dottoressa Claire Browne di assisterlo in sala operatoria e punisce Shaun per essersi presentato in ritardo il primo giorno di lavoro, affidandogli dei turni di visita. Sul tavolo operatorio i medici scoprono che il tumore è molto più grande di quanto non fosse apparso nelle scansioni. Dopo aver eseguito una biopsia, i medici scoprono che soffre di leiomiosarcoma maligno, che rende molto difficile l'intervento. Shaun intuisce che l'asportazione di uno dei reni della paziente permetterebbe di avere una visuale migliore per rimuovere con successo la massa tumorale. Nonostante la disapprovazione di Claire, il dottor Jared Kalu propone l'idea di Shaun al proprio capo, prendendosi tutti i meriti. Nel frattempo Shaun viene ripreso dal dottor Melendez per aver richiesto degli esami senza la sua approvazione, trattenendo oltre il dovuto i pazienti in visita. Un esame effettuato su una bambina rivela però che è affetta da malrotazione intestinale e Shaun, pur di salvare la vita della piccola paziente, si precipita a casa sua e, dopo aver convinto i genitori delle precarie condizioni di salute della loro figlia, la porta d'urgenza in ospedale per curarla.
- Ascolti USA: 10 930 000 telespettatori[7]
- Ascolti Italia: 5 235 000 telespettatori - share 27,27%[6]

## Il dono di Oliver
- Titolo originale: Oliver
- Diretto da: John Dahl
- Scritto da: Bill Rotko

### Trama
Shaun e Claire si recano in elicottero all'ospedale municipale di San Francisco per prendere in consegna un fegato destinato a un paziente in cura presso il San Jose St Bonaventure. A causa delle cattive condizioni meteorologiche, al ritorno l'elicottero non è in grado di alzarsi in volo, per cui i due medici sono costretti a servirsi di una scorta della polizia. Durante il viaggio, la temperatura del frigo che contiene il fegato si alza e i due decidono di fermarsi presso un alimentari per acquistare del ghiaccio, che tuttavia non è in vendita. Per ovviare al problema, Shaun propone di versare della granita all'interno del frigo, andando così ad abbassare la temperatura. Dopo alcuni chilometri il giovane, tastando il fegato con le mani, nota la presenza di un piccolo coagulo al suo interno ed è costretto a rimuoverlo con un'incisione, nel bel mezzo del traffico. Nel frattempo in ospedale, le analisi pre-intervento di Chuck, il paziente a cui è destinato il nuovo fegato, evidenziano la presenza di alcool nel sangue. Il dottor Melendez scopre che l'uomo, in occasione della laurea della figlia, si era concesso un bicchiere di champagne per festeggiare e questo, dopo un attento consulto con il consiglio medico, durante il quale lo stesso Melendez si schiera a fianco del paziente, chiedendo di donargli il fegato nonostante tutto, lo porta a ritrovarsi in fondo alla lista d'attesa per il trapianto. Shaun e Claire, giunti in ospedale, apprendono la triste notizia e sono costretti a consegnare il fegato a un altro centro medico.
- Ascolti USA: 10 690 000 telespettatori[8]
- Ascolti Italia: 5 016 000 telespettatori - share 31,73%[6]

## Scelte difficili
- Titolo originale: Pipes
- Diretto da: Steven DePaul
- Scritto da: Thomas L. Moran

### Trama
Al bambino di una donna incinta viene diagnosticato un cancro all'osso sacro. La madre è affetta dalla sindrome antifosfolipidica, che potrebbe rendere l'operazione estremamente pericolosa. Il dottor Melendez suggerisce di interrompere la gravidanza, ma di fronte al rifiuto categorico della futura madre, Shaun interviene suggerendo la coagulazione pre-operatoria con un'infusione di eparina non frazionata. Durante l'intervento avviene una complicanza: un coagulo di sangue all'arteria del cuore della donna. Il dottor Jared Kalù suggerisce allora di indurre un arresto cardiaco momentaneo per evitare di incappare in un altro coagulo di sangue durante l'operazione. L'intuizione si rivela essere esatta e, rimosso il tumore, la donna viene rianimata e il feto riposto nella pancia.
Nel frattempo il dottor Melendez assegna a Shaun e a Claire il caso di una giovane, che dichiara inizialmente di essere un'attrice porno per ammettere solo alla fine di essere una prostituta, che lamenta un dolore nelle parti intime. Dopo un'attenta visita da parte di Shaun, egli afferma che si tratta di un ascesso alla ghiandola di Bartolino. Dopo l'intervento Claire nota che l'ascesso non si è sgonfiato completamente e il chirurgo presente all'intervento individua una massa tumorale al di sotto. A causa della posizione del tumore, i medici sono costretti a praticare un intervento di rimozione che farà perdere la sensibilità nell'area genitale. Shaun però ha l'idea di innestare l'estremità distale del nervo pudendo al ramo del nervo cutaneo femorale dalla parte interna della coscia: in questo modo perderà la sensibilità nella coscia, preservando però quella nei genitali.
- Ascolti USA: 10 600 000 telespettatori[9]
- Ascolti Italia: 4 563 000 telespettatori - share 22,48%[10]
- Peculiarità: Sia in questo episodio che nell'episodio "Posizione fetale" (st.3 ep.17) di Dr. House-Medical Division sia il Dr. Neil Melendez ed il Dr. House chiamano il bambino feto finché entrambi non lo vedono fuori dall'utero delle due madri e sia il Dr. Kalù che la paziente (in Dr. House) fanno notare rispettivamente al Dr. Melendez ed al Dr. House che era la prima volta che chiamavano il bambino con il termine bambino ed entrambi dicono che è solo un modo di dire.

## Soltanto la verità
- Titolo originale: Point Three Percent
- Diretto da: Larry Teng
- Scritto da: David Hoselton

### Trama
Shaun nota un bambino con una certa somiglianza con il fratello defunto Steve e stringe amicizia con lui. Il nome del ragazzino è Evan Gallico, ed è stato portato all'ospedale dai suoi genitori per essersi rotto un braccio. Da alcune analisi effettuate da Shaun, emerge che il bambino è affetto da un cancro e, quando il medico va a riferire ai genitori la propria scoperta, i due lo informano di essere a conoscenza del problema, specificando inoltre che si tratta di un osteosarcoma a uno stadio avanzato. Inoltre, il padre informa Shaun che il figlio non è a conoscenza della propria condizione e lo invita a non rivelargli nulla. Shaun non si dà per vinto e, incrociando i dati delle analisi eseguite su Evan, sospetta che potrebbe trattarsi invece di istiocitosi a cellule di Langerhans. Nonostante il divieto a procedere oltre da parte del dottor Melendez, il giovane specializzando non demorde e decide di prelevare un campione di midollo osseo per confermare la propria ipotesi. Colto in flagrante dai genitori di Evan, si arrende all'evidenza e confessa i propri sospetti. Furiosi, i due coniugi si apprestano ad allontanarlo dalla stanza, ma il paziente inizia a rigurgitare sangue e viene trasportato d'urgenza in sala operatoria, dove il dottor Melendez e la dott.ssa Browne scoprono che il cancro ha prodotto metastasi e che non c'è più nulla da fare. Nel frattempo il resto dell'équipe cerca di formulare delle ipotesi per un caso di allergia che provoca delle forti convulsioni a un uomo di 55 anni. Claire scopre che l'uomo soffre di Echinococco. Triste per il destino di Evan, che in realtà sapeva già tutto, Shaun gli legge le ultime pagine de Il buio oltre la siepe, un libro di Steve che non ha mai finito di leggere prima di morire.
- Ascolti USA: 10 390 000 telespettatori[11]
- Ascolti Italia: 4 357 000 telespettatori - share 22,78%[10]

## Incidenti di percorso
- Titolo originale: Not Fake
- Diretto da: Michael Patrick Jann
- Scritto da: Simran Baidwan

### Trama
Durante il turno di notte Shaun e gli altri specializzandi si ritrovano in mezzo a una vera e propria emergenza medica, scatenata dal violento incidente di un autobus. Tra le vittime c'è una donna con gravi ustioni visibili, sulla quale Jared applica una procedura sperimentale, e un giovane con una gamba danneggiata, che rischia l'amputazione; Claire, però, propone l'idea di inserire un osso artificiale in sostituzione di quello danneggiato. La scelta tra un'amputazione con un rischio minimo e l'applicazione di un arto artificiale più funzionale, ma con una probabilità di insuccesso più alta provoca un conflitto tra i genitori dell'uomo e la sua futura sposa.
- Ascolti USA: 10 600 000 telespettatori[12]
- Ascolti Italia: 3 989 000 telespettatori - share 26,20%[10]

## Un altro me
- Titolo originale: 22 Steps
- Diretto da: David Straiton
- Scritto da: Johanna Lee

### Trama
Shaun incontra Liam, un bambino autistico in cura all'ospedale San Jose St. Bonaventure. Il giovane specializzando si ritrova ad affrontare i pregiudizi dei genitori del giovane paziente, consci dei limiti dell'autismo, ma il dottor Melendez lo difende per la prima volta e riconosce le sue eccezionali capacità. Su direttiva del dottor Glassman, Claire continua le sue sessioni di terapia per frenare il suo senso di colpa per la morte di una paziente che ha involontariamente causato nell'episodio precedente. Parallelamente, Jared visita un uomo di 73 anni con forti dolori al petto, che ha quindi bisogno di cure mediche urgenti e di un pacemaker. Tuttavia il desiderio dell'anziano è quello di morire; per dargli speranza nella vita, il dottor Kalu fa tutto il possibile per fargli accettare un trattamento, senza risultato. Quindi si arrende e asseconda il volere del paziente, facendogli firmare un DNR (lett. Do Not Resuscitate, "non rianimare", un modulo sottoscritto dal paziente per evitare che, in caso di arresto cardiaco, vengano eseguite le manovre di rianimazione) e osservandolo mentre si spegne il pacemaker e si lascia morire.
- Ascolti USA: 10 500 000 telespettatori[13]
- Ascolti Italia: 4 428 000 telespettatori - share 22,81%[14]

## La mela verde
- Titolo originale: Apple
- Diretto da: Nestor Carbonell
- Scritto da: David Renaud

### Trama
Shaun si trova in un alimentari per acquistare una mela. Improvvisamente irrompe un rapinatore armato di pistola, che minaccia il proprietario del negozio, due giovani e Shaun stesso. A causa dei suoi limiti di comunicazione, Shaun mette a rischio la vita degli altri due clienti, in particolare una ragazza, che viene ferita da un proiettile. Trasportata d'urgenza al pronto soccorso, la giovane viene sottoposta a un intervento per fermare l'emorragia. Nel frattempo la dottoressa Audrey Lim si ritrova a dover assistere il rapinatore, che si rivela essere nazista e razzista, e viene affiancata da Claire. Quest'ultima, evidentemente disgustata dal ladro, in un momento di rabbia durante l'intervento a cui è sottoposto proprio il malvivente, ha un diverbio con la dottoressa Lim, che la accusa di non aver agito lucidamente nella valutazione medica del paziente. La dottoressa Lim, contrariata per il comportamento della subalterna, la rimuove dalla sala operatoria e la costringe a sorvegliare il rapinatore durante la notte. Claire, amareggiata, decide di sottostare agli ordini e, proprio durante il turno di notte, il criminale rivela un ematoma molto gonfio sul collo, che non gli permette di respirare. Claire interviene per drenare il sangue in eccesso e successivamente, dopo aver compreso i propri errori, si scusa pubblicamente con la dottoressa Lim.
- Ascolti USA: 9 970 000 telespettatori[15]
- Ascolti Italia: 4 142 000 telespettatori - share 23,13%[14]

## Vita nuova
- Titolo originale: Intangibles
- Diretto da: Bronwen Hughes
- Scritto da: Karen Struck

### Trama
L'équipe prende in carico il caso di un bambino della Repubblica Democratica del Congo affetto da gravi anomalie cardiache congenite. L'ultimo incontro di Shaun con la sua vicina Lea lo ha confuso e per capirla meglio prende lezioni di flirt da Claire in modo speciale: annota e classifica ciò che vede in merito al "flirting trifecta". Nel frattempo, Claire insieme ad una dottoressa di patologia cerca un campione di tessuto scomparso da una donna con possibile cancro alla gola.
- Ascolti USA: 9 530 000 telespettatori[16]
- Ascolti Italia: 3 794 000 telespettatori - share 20,39%[17]

## Sacrificio
- Titolo originale: Sacrifice
- Diretto da: Michael Patrick Jann
- Scritto da: Lloyd Gilyard Jr.

### Trama
Nell'ufficio di Glassman, Shaun vede la terapeuta assunta per aiutarlo con le visite a domicilio. Con riluttanza accetta di incontrarla, ma cambia idea dopo aver incontrato un nuovo paziente, Bobby Otto, che lo convince a smettere di lasciare che la gente gli dica cosa fare. Otto è un giocatore di videogiochi ed è al St. Bonaventure per un intervento chirurgico per riparare i legamenti strappati nel suo braccio sinistro. Dopo una risonanza magnetica, viene scoperto un cancro, rendendo necessario un ulteriore intervento molto più complicato. Shaun evita di incontrare la terapeuta dormendo nell'armadio del custode dell'ospedale di notte. Infine, uno scontro con Glassman nell'atrio dell'ospedale porta a una rissa con un colpo in faccia a Glassman e con Shaun che scappa dall'ospedale. Nel frattempo, Claire vive una situazione di disagio con un nuovo supervisore, il dottor Matt Coyle, che le fa avance indesiderate. Dopo averlo confessato a Jared, questi affronta il medico e lo minaccia fisicamente; a causa di ciò il giovane specializzando viene licenziato. Nel frattempo, il dottor Melendez e Jessica cenano col padre di quest'ultima. Quando Preston si offre di pagare il loro matrimonio in modo che Jessica possa lasciare il lavoro di avvocato e creare una famiglia, Melendez, arrabbiato, lo definisce un "parassita". Il giorno dopo Melendez si scusa con Jessica per le sue osservazioni, ma scopre che lei non vuole avere figli.
- Ascolti USA: 9 410 000 telespettatori[18]
- Ascolti Italia: 3 677 000 telespettatori - share 21,96%[17]

## Un difficile distacco - 1ª parte
- Titolo originale: Islands Part One
- Diretto da: Bill D'Elia
- Scritto da: Thomas L. Moran & William Rotko

### Trama
Shaun e Lea intraprendono un viaggio in auto improvvisato. Il giovane guida, beve tequila, canta il karaoke, tutto per la prima volta, e dà il suo primo bacio a Lea. È devastato quando la ragazza gli rivela che ha intenzione di lasciare il suo lavoro da ingegnere per trasferirsi a Hershey, in Pennsylvania, per lavorare nella carrozzeria di famiglia. Intanto, Melendez e il dottor Marcus Andrews operano due gemelle siamesi unite per la testa, una delle quali ha bisogno di un rene. Si sviluppano delle complicanze e l'operazione per separarle, prevista per sei mesi dopo l'intervento chirurgico ai reni, deve essere eseguita immediatamente. Nel tentativo di riavere il suo lavoro, Jared si scusa con Coyle, che rifiuta le scuse. Claire giura di rovinare Coyle trovando tutte le altre donne che ha molestato. Andrews chiama Kalu il giorno successivo con la notizia che Coyle si è fatto avanti, ma mentre è disposto a dargli una raccomandazione per altri ospedali, non può ignorare l'aggressione fisica e non lo reintegrerà al St. Bonaventure. Il dottor Melendez decide che è più importante stare con Jessica e che può essere un padre in altri modi.
- Ascolti USA: 8 300 000 telespettatori[19]
- Ascolti Italia: 3 952 000 telespettatori - share 21,60%[20]

## Un difficile distacco - 2ª parte
- Titolo originale: Islands Part Two
- Diretto da: Cherie Nowlan
- Scritto da: Thomas L. Moran & William Rotko

### Trama
Shaun ritorna in ospedale dopo la sua gita di due giorni con Lea e consegna a Glassman le sue due settimane di preavviso, con l'intenzione di trasferirsi a Hershey per stare con la giovane. Glassman e il dottor Melendez gli danno una lettera di referenze, ma il direttore promette di tirarsi indietro se il giovane rimane. Dopo una chiacchierata con Claire, che dice che sentirà la sua mancanza, Shaun decide di rimanere e restituisce la lettera a Glassman. Nel frattempo, le gemelle soffrono di complicanze del loro intervento chirurgico: Katie non ha abbastanza flusso di sangue al cervello e ha difficoltà a svegliarsi, mentre il cuore di Jenny sta cedendo. Nonostante i migliori sforzi dei medici per salvare entrambe le gemelle, Jenny muore sul tavolo operatorio. Jessica esamina la precedente cattiva condotta da parte dell'ospedale, in cui alcuni medici bianchi, che avevano tenuto dei comportamenti scorretti simili a quelli di Kalu, avevano ricevuto un richiamo invece di essere licenziati, causando accuse di razzismo da parte dell'avvocato di Kalu. Jared riprende il suo lavoro e viene visto mentre si prepara per un turno all'ospedale, ma il dottor Andrews non lo vuole perché pensa che usare la carta del razzismo li abbia riportati indietro. Infine, Jessica dice a Melendez di voler porre fine alla loro relazione perché sente che sta ostacolando il suo desiderio di essere padre.
- Ascolti USA: 9 330 000 telespettatori[21]
- Ascolti Italia: 3 893 000 telespettatori - share 23,19%[20]

## Sette motivi
- Titolo originale: Seven Reasons
- Diretto da: Mike Listo
- Scritto da: David Shore & David Hoselton

### Trama
Mentre cura una paziente musulmana, Shaun ha la sensazione che la donna stia mentendo, basandosi sulla sua lista dei sette motivi per cui la gente mente e fa affermazioni controverse. Melendez fora il bronco della paziente durante l'intervento chirurgico e viene messo sotto inchiesta, dopo che Shaun gli chiede se la sua vita personale sta influenzando il suo lavoro. Jared arriva a una conclusione che potrebbe spiegare il fatto che il bronco sia stato forato per colpa di Melendez, mentre Shaun mantiene la sua convinzione che invece scagiona il chirurgo. Alla fine, il sospetto di Shaun che la paziente respirasse sostanze chimiche esplosive è confermato, ma non perché è una terrorista, come presume lo specializzando; infatti, fabbrica profumi e per il suo lavoro usa impropriamente alcuni prodotti del fratello farmacista. Mentre Claire assiste con la dottoressa Lim a un intervento chirurgico su un paziente colpito da ictus, che ha avuto un aneurisma, apprende che Coyle ha ottenuto un nuovo lavoro e un aumento. Informano la moglie del paziente che quest'ultimo ha bisogno di un intervento chirurgico o morirà. La moglie rifiuta e Claire scopre che è perché la moglie è stata abusata e non vuole che suo marito sopravviva. Claire la costringe ad accettare l'intervento chirurgico e la convince a lasciare il marito. Claire incontra Kristen, un'altra ex collega e vittima di Coyle. Infine, Shaun chiede a Glassman di essere amici, ma questi decide di dargli il suo spazio e non essere amici, cosa che turba Shaun. Il giovane incontra il suo nuovo vicino, Kenny, che ha preso il posto di Lea.
- Ascolti USA: 9 610 000 telespettatori[22]
- Ascolti Italia: 4 230 000 telespettatori - share 20,39%[23]

## Nei panni dell'altro
- Titolo originale: She
- Diretto da: Seth Gordon
- Scritto da: Simran Baidwan

### Trama
Gli specializzandi, inclusa la nuova arrivata Morgan Reznick, vengono abbinati in una competizione: Reznick e Browne in coppia con Melendez, mentre Murphy e Kalu sono in coppia con Lim. Murphy e Kalu sono di fronte a una giovane paziente con disforia di genere, Quinn; Shaun ritiene che le persone siano del genere con cui sono nati. Murphy e Kalu vengono a sapere che Quinn ha un cancro ai testicoli e che ha ossa fragili a causa dei bloccanti della pubertà che assume. Ciò porta alla discussione sulla possibilità di un intervento chirurgico unilaterale o bilaterale, per rimuovere cioè uno o entrambi i testicoli. La nonna accusa i genitori di maltrattamento quando permettono a Quinn di sottoporsi all'intervento bilaterale, ma essi ribattono che è una loro decisione. Mentre i medici capo e la famiglia stanno discutendo dell'eventualità di un intervento chirurgico, Quinn finisce con una torsione testicolare, che richiede un intervento d'urgenza. Infine decidono di non sottoporla alla chirurgia bilaterale. Nel frattempo, Browne e Reznick hanno un paziente che è finito all'ospedale a causa di un ceppo batterico farmaco-resistente, perché ne ha assunto troppi farmaci per lo scopo sbagliato. Il danno permanente che ne è seguito richiede una colostomia, ma Claire fa ricerche sul trapianto di microbiota fecale, che Melendez approva. Reznick si comporta in modo opportunista e Claire viene messa in guardia da ciò dal suo superiore. Infine, il dottor Andrews e sua moglie, la dottoressa Barnes, consultano uno specialista della fertilità. Andrews incolpa la moglie per aver aspettato così tanto tempo. Il medico della fertilità informa Andrews che ha un basso numero di spermatozoi e gli consiglia di consultare un urologo per ulteriori esami.
- Ascolti USA: 9 630 000 telespettatori[24]
- Ascolti Italia: 3 998 000 telespettatori - share 21,14%[23]

## L'abito non fa il monaco
- Titolo originale: Heartfelt
- Diretto da: Regina King
- Scritto da: Thomas L. Moran & Johanna Lee

### Trama
Un'adolescente si sottopone a un intervento chirurgico rischioso per impiantare uno sterno, in modo da avere una vita normale senza essere costretta a stare a casa; infatti stare in mezzo alla folla, cadere o abbracciarsi potrebbe risultare fatale in quanto il suo cuore è scoperto, privo di protezione data dallo sterno. Un giovane paziente rifiuta inizialmente l'idea di farsi trapiantare il fegato di un assassino condannato, ma senza di esso può vivere un solo giorno. Un ex poliziotto, Alex Park, è il nuovo medico dell'équipe ed è scettico nei confronti delle motivazioni del condannato, Boris, a sottoporsi all'intervento. Dopo l'intervento chirurgico non riuscito a causa della reazione di Boris all'anestesia, gli viene detto che non può essere d'aiuto al ragazzo; egli minaccia con la pistola una delle guardie. Park sfrutta il suo addestramento da poliziotto per tenere sotto controllo la situazione, mentre gli dice che ha una scelta da fare. Boris, anche addolorato per non poter fare qualcosa di buono a qualcuno per una volta (cioè fare da donatore) si uccide, per poter aiutare il ragazzo a vivere. Il suo corpo viene portato in sala operatoria per prelevare gli organi. Allegra Aoki parla con Andrews di un giovane ricco donatore, Aidan Coulter, ma il chirurgo la mette in guardia sul fatto che potrebbe nascere un equivoco, che farebbe sembrare che lei abbia usato il sesso per ottenere un'ingente donazione. Morgan consiglia a Shaun di indossare uno smoking costoso e una cravatta per la raccolta fondi, in modo che la gente lo rispetti. Al momento della raccolta fondi, Jared confessa a Claire che l'amava e pensava che forse un giorno lei lo avrebbe amato, ma si è reso conto che la donna non ricambiava i sentimenti.
- Ascolti USA: 7 820 000 telespettatori[25]
- Ascolti Italia: 4 311 000 telespettatori - share 19,47%[26]

## Sacrificio d'amore
- Titolo originale: Pain
- Diretto da: Allison Liddi-Brown
- Scritto da: William L. Rotko & David Renaud

### Trama
Shaun, Claire e Alex assistono Melendez alle prese con uno dei suoi primi pazienti, Hunter, rimasto paralizzato dopo un incidente motociclistico dieci anni prima, che ora accusa dei dolori alla colonna vertebrale. Jared, Morgan e Andrews prendono in carico una paziente che ha un'infezione causata dalla chirurgia plastica, ma la donna non vuole rimuovere le protesi. La madre di Claire si presenta all'ospedale nel tentativo di recuperare il rapporto con la figlia: ammette di avere dei problemi psicologici e di usare farmaci per stare meglio. Andrews consulta uno specialista dell'infertilità, che lo informa di un intervento chirurgico che potrebbe aiutarlo col suo numero di spermatozoi, ma che c'è un rischio di impotenza. Alex fa un controllo su Kenny, il vicino di casa di Shaun, che fa luce sul suo passato criminale, il che lo porta a suggerire che lo voglia solo usare.
- Ascolti USA: 9 880 000 telespettatori[27]
- Ascolti Italia: 4 043 000 telespettatori - share 19,93%[26]

## Il prezzo del sorriso
- Titolo originale: Smile
- Diretto da: Bill D'Elia
- Scritto da: David Hoselton & Karen Struck

### Trama
Shaun e Alex trattano Gretchen, un'adolescente affetta da sindrome di Möbius, che non le consente di sorridere; Andrews convince un dirigente assicurativo a coprire i costi dell'operazione, in quanto malattia socialmente debilitante. La paziente di Morgan e Claire, Lucy Callard, è in realtà una ladra di identità, che ha lasciato la sua assicurazione per pagare la retta universitaria del figlio e non si sottopone alla terapia antibiotica post-operatoria per paura di essere scoperta. Morgan convince la vera Lucy Callard, dipendente da antidolorifici, a entrare in riabilitazione; Claire si guadagna la fiducia dell’impostore, Beatrice, che muore per un'infezione. Jared ritrova ad una visita di controllo Celez, vittima di un'ustione, con la quale aveva provato una terapia sperimentale, e si rende conto di provare qualcosa per lei, decide quindi di non essere più il suo medico per evitare problemi; gli viene anche offerto un lavoro a Denver. Kenny (così come previsto da Alex) approfitta di Shaun, impossessandosi del televisore dello specializzando e respingendolo da casa sua, durante una serata trascorsa con i suoi amici.
Shaun esorta Glassman a frequentare la barista dell'ospedale, Debbie, perché nota che hanno delle cose in comune, come il fatto di essere ebrei (convinzione che si rivela errata) e l'interesse per le auto d'epoca. Decidono di uscire a cena, ma Glassman improvvisamente sperimenta l'afasia alla fine del pasto.
- Ascolti USA: 9 030 000 telespettatori[28]
- Ascolti Italia: 4 139 000 telespettatori - share 18,35%[29]

## Veri amici
- Titolo originale: More
- Diretto da: Mike Listo
- Scritto da: David Shore & Lloyd Gilyard, Jr.

### Trama
Glassman rivela a Shaun di avere un glioma inoperabile e che gli rimangono diciotto mesi di vita. Il neurochirurgo accetta il proprio destino, a differenza di Shaun, che insiste affinché egli si sottoponga a un ulteriore esame di imaging; Aaron acconsente, ma l'esame rivela una prognosi peggiore: gli restano solo quattro mesi da vivere. Più tardi Glassman porta Shaun alle giostre di cavalli in un luna park amato dalla sua defunta figlia per godersi i ricordi. Dopo numerose ricerche, Shaun giunge alla conclusione che una biopsia minimamente invasiva può essere eseguita con un prelievo dal naso e quando Glassman vi si sottopone, gli viene diagnosticata una forma operabile di cancro, per cui il direttore dell'ospedale si sottoporrà all'intervento e successivamente a dei cicli di chemioterapia. Intanto un paziente soffre di una complicanza dopo il trattamento per un infortunio dovuto alla cerimonia di iniziazione in una confraternita. Jared e Alex interrogano l'amico per capire cosa è successo e Shaun, che ha eseguito l'intervento subito dopo aver appreso del cancro di Glassman, ammette di aver sbagliato a bloccare l'arteria del paziente. Per rimediare Murphy propone una procedura rischiosa che possa salvare la vita del paziente e afferma che si assumerà la piena responsabilità dell'operazione, ma Melendez decide che lo eseguiranno insieme. Il paziente sopravvive e Melendez invita l'équipe ad andare a bere per festeggiare, ma Morgan è contraria poiché ritiene che sono stati solo fortunati. Il chirurgo le risponde che un giorno inevitabilmente ucciderà un paziente e le augura di avere al suo fianco qualcuno che la sosterrà. Shaun decide di denunciare il proprio errore ad Andrews e Glassman, che si è giocato la propria posizione sul successo di Shaun, lo accompagna dal capo accettando la decisione del giovane.
- Ascolti USA: 9 520 000 telespettatori[30]
- Ascolti Italia: 3 878 000 telespettatori - share 19,54%[29]